# 2014년 12월 죽음
다음은 2014년 12월에 사망한 저명한 인물 목록이다.
- 12월 2일
  - 대한민국의 가수 죠앤
  - 캐나다의 아이스하키인 장 벨리보
- 12월 4일 - 대한민국의 배구인 황현주
- 12월 5일
  - 대한민국의 음악가 한용희
  - 벨기에의 왕비 벨기에의 파비올라
- 12월 6일
  - 대한민국의 시인 박남철
  - 미국의 발명가 랠프 베어
- 12월 7일 - 대한민국의 경제학자 김기원
- 12월 13일
  - 독일의 피겨스케이팅인 이나 바우어
  - 대한민국의 왕족 이갑
- 12월 18일 - 대한민국의 성우 한규희
- 12월 22일 - 영국의 가수 조 코커
- 12월 26일 - 벨기에의 정치인 레오 틴데만스
- 12월 27일 - 슬로베니아의 시인 토마시 샬라문
- 12월 28일 - 미국의 성소수자 릴라 알콘
- 12월 30일 - 독일의 영화배우 루이제 라이너
- 12월 31일 - 대한민국의 영화배우 브루스 라이